# Two Against Time
Two Against Time è un film del 2002 diretto da David Anspaugh.

## Trama
Julie Portman, lasciato il marito, è assolutamente determinata a crescere le sue due figlie solo con le proprie forze a dispetto delle difficoltà quotidiane e degli ostacoli frapposti anche dagli atteggiamenti della più grande delle due, l'adolescente e ribelle Emma. La situazione diviene critica quando a entrambe, madre e figlia maggiore, viene diagnosticato il cancro. Ignorando le proprie critiche condizioni di salute e l'estrema debolezza dovute all'intenso trattamento chemioterapico cui è stata sottoposta, Julie insiste nel voler concentrare i propri sforzi nell'aiutare sua figlia Emma a lottare per la vita e a non perdere le speranze di una definitiva guarigione. Un prezioso aiuto morale in questa lotta per la vita sopraggiunge infine da un nuovo amico di Julie, il pescatore di aragoste e "filosofo" George che riesce a infondere nuova forza e nuova speranza alle due donne.